# Caprimulgus ruficollis
Il succiacapre collorosso (Caprimulgus ruficollis Temminck, 1820) è un uccello della famiglia Caprimulgidae.

## Descrizione
Misura mediamente 31 cm di lunghezza; è simile al succiacapre comune ma di maggiori dimensioni e di colore più pallido, con collare giallo fulvo e una larga macchia bianca sulla gola.

## Biologia

### Riproduzione
Non costruisce il nido ma depone 2 uova di forma allungata direttamente sul terreno.

### Alimentazione
Si nutre di insetti.

## Distribuzione e habitat
Nidifica nella Penisola iberica e in Nord Africa.